# Parque Rubén Darío
El Parque Rubén Darío se ubica en el distrito Capital aledaño al núcleo fundacional conocido como "centro histórico" de la ciudad de Managua, Capital de Nicaragua, exactamente frente al costado norte del Parque Central. Es un parque de estilo neoclásico inaugurado el 24 de septiembre de 1933.

## Historia
Su nombre original fue Parque del Obelisco porque allí se erigió el "Obelisco del Centenario", inaugurado en 1899 para conmemorar los hechos más gloriosos del siglo XIX. Surgieron dificultades con el Ministerio de Fomento por la construcción de este parque, debido a que este alegaba ser dueño del terreno y pidió una remuneración; al fin todo se arregló y se hace uno de los lugares más concurridos por su vista panorámica.
En 1912 se concluyeron ciertos trabajos de remodelación y es nombrado como Parque "11 de Octubre" en conmemoración del segundo aniversario del inicio de la llamada Revolución de La Costa en 1909, pero durante los gobiernos conservadores en el periodo llamado "Restauración Conservadora", nuevamente se le llama "Parque del Obelisco".
El 15 de septiembre de 1921, Diego Manuel Chamorro, Presidente de la República, planta el conocido árbol del Centenario de la Independencia de Centroamérica, un árbol de laurel de la India, al cual el managüense autóctono le llama con picardía "el palito de don Diego".

### Inauguración
Como Parque Rubén Darío fue inaugurado el 24 de septiembre de 1933 durante el acto de develación del "Monumento a Rubén Darío" por el entonces Presidente de Nicaragua, Doctor Juan Bautista Sacasa. Este monumento es un conjunto escultórico en mármol de Carrara y cuyo costo ascendió a los 18 mil dólares de la época. La maqueta estuvo a cargo del arquitecto Mario Favilli, fue modelado por el artista Atilio Favilli y esculpido por el Maestro Bonzanno.

## Estilo
Después del terremoto de 1931 el estilo arquitectónico predominante era el Neoclásico, introducido tardíamente a Nicaragua a finales del Siglo XIX. Con la administración de José Santos Zelaya, el neoclásico tuvo un fuerte impulso en la construcción de obras municipales, por lo que el parque fue construido con ese estilo arquitectónico europeo. 

## Restauración al monumento
En febrero de 1997 se inició la restauración del Monumento a Rubén Darío por parte de la Alcaldía de Managua y el Instituto Nicaragüense de Cultura con el auspicio de la compañía Texaco en Nicaragua. Fue reinaugurado el 20 de noviembre de 1998.

## Monumentos
Alberga dos bienes edilicios importantes:
- Obelisco del Centenario inaugurado el 31 de diciembre de 1899.
- Monumento a Rubén Darío develizado el 24 de septiembre de 1933.